# Liberiblattinidae
Liberiblattinidae (лат.) — семейство ископаемых таракановых. Известно около 20 родов, живших в мезозойскую эру.

## Описание
Примитивная группа ископаемых таракановых насекомых, известная по остаткам из мелового и юрского периодов мезозойской эры. Переднее крыло с регулярным жилкованием и терминальной дихотомизацией, ограниченной клавусом. Костальное поле узкое, Sc длинный и разветвлённый. Поле R узкое, R заканчивается перед вершиной крыла. M и Cu сигмоидальные, M достигают вершины крыла. CuP сильно изогнут. Анальные жилки ветвятся преимущественно в вершинной трети. Задние крылья с веерообразной складкой, с возможным уменьшением количества складчатых жилок, при этом R дифференцирован на R1 и RS, возможно, с предшественниками птеростигмы; М. богато разветвлённая; CuA с 5 и более разветвлениями. Самка с коротким наружным яйцекладом.
Предполагается, что некоторые таксоны, такие как †Cryptoblatta и †Hydrokhoohydra, вели полуводный образ жизни. Предполагается, что †Spongistoma является нектароядным насекомым из-за её уникального сосущего ротового аппарата в виде «хоботка». Некоторые авторы предполагают, что это семейство является предком богомолов.

## Систематика
Семейство было впервые выделено в 2002 году словацким палеоэнтомологом Петером Вршанским (Peter Vršanský; Institute of Zoology, Словацкая академия наук, Братислава, Словакия). В 2021 году рассматривались в составе надсемейства Corydioidea. В 2024 году включено в состав надсемейства Raphidiomimoidea Vishniakova, 1973, куда отнесены Liberiblattinidae вместе с семействами Caloblattinidae, Phyloblattidae Schneider, 1983; Manipulatoridae Vršanský, 2015; Skokidae Vršanský, 2007; Raphidiomimidae Vishniakova, 1973; Latiblattidae Vršanský, 2024; и возможно Voltziablatta‐group.

### Классификация
По данным Vršanský (2024) и Paleobiodb.org включает около 20 родов.
- †Akinisia Vršanský, 2024 — Карабастауская свита, Казахстан
- †Aktassoblatta  Vishniakova, 1971 (или Caloblattinidae)
- †Ano Vršanský, 2020 — Монголия и Казахстан[9]
- †Brachyblatta Vršanský, 2002[5]
- †Cryptoblatta Sendi and Azar, 2019 — Ливанский янтарь[10]
- †Elisamoides Vršanský, 2004 — Cattamarra Coal Measures, Австралия; Shar-Teg, Монголия,
- †Entropia Vršanský et al., 2012 — Daohugou, Китай
- †Gurvanoblatta Vishnyakova, 1986 — Gurvan-Eren Formation, Монголия
- †Hra Vršanský, 2020 — Монголия и Казахстан[9]
- †Hydrokhoohydra Vršanský, 2019 — Карабастауская свита, Казахстан
- †Katatychi Vršanský, 2024 — Монголия и Казахстан
- †Kazachiblattina Vršanský, 2002 — Карабастауская свита, Казахстан
- †Kurablattina Martin, 2010 — Cattamarra Coal Measures, Австралия[11]
- †Leptolythica Vršanský, 2009 — Шарантийский янтарь, Франция
- †Liberiblattina Vršanský, 2002 — карабастауская свита, Казахстан
- †Makacka Vršanský, 2024 — Карабастауская свита, Казахстан
- †Miniblattina Sendi, 2021[6]
- †Spongistoma Hinkelman in Sendi et al., 2020 — Бирманский янтарь, Мьянма
- †Stavba Vršanská and Vršanský, 2019 — Бирманский янтарь, Мьянма

Молодые особи известны из Crato Formation (Бразилия), Bakhar Formation (Монголия) и Таймырского янтаря (Россия)